# 마야의 사신

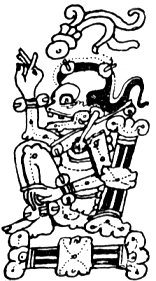
아 푸치

아 푸치(Ah Puch)는 마야 신화에 나오는 신. 지하사이의 9명신 보론티크 (Bolontiku)를 총할하고 있는 사람이라고 하고 있다. 이 탑의 미트날 (Mitnal), 최고 깊이층의 지배자. 그 모습은 죽음의 이미지를 가지고 그려진다. 영을 감긴 해골의 차림을 벗어 있거나, 흑문이 흩어지는 썩은 피부를 가진 모습이거나 한다. 현지에서는 불길로 여겨지는 올빼미 등의 생물을 따르게 하고 있다. 아후 푸치라고도 불린다.
이트무나에 적대한다. 윤 시밀, 분 아하우, 분 하우, 듐키밀 등이라고도 불린다.

## 같이 보기
- 이슈탐
- 미트날